# آل ثمال الخفاجين
آل ثمال وهي اسرة عربية تنتمي لقبيلة خفاجة حكمت بادية العراق واجزاء من العراق وقد ذكر الحمداني انهم كانوا امراء العراق من قديم الزمان. وقد امتدت نفوذ حكمهم في العراق الى سقي الفرات وحلب سوريا .

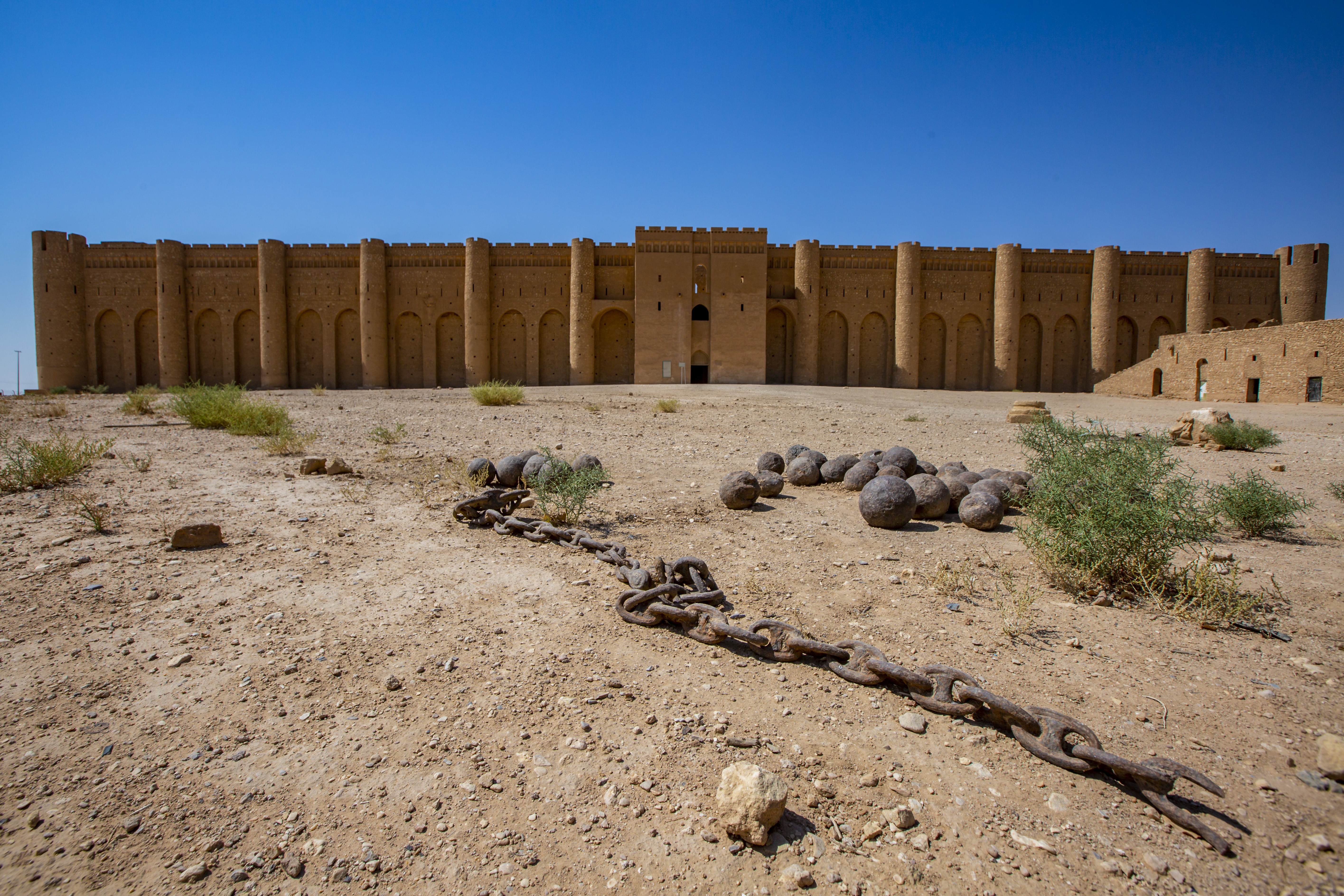
قصر الاخيضر وهو قصر آل ثمال عند حكمهم وكان يلقب سابقاً بقصر الخفاجي.

## تاريخ امارة ال ثمال تحت ظل الخلافة العباسية وبعد انهيارها
بدأت امارة آل ثمال عام 374 هـ بتقليد الخليفة العباسي الكوفة وما حولها للأمير ابو طريف عليان بن ثمال الخفاجي. وقد استمرت هذه الامارة تحت ظل العباسين لفترة من الزمن حتى بدئت الخلافة العباسية بالانهيار فقد قوة أمر هذه الامارة وكثرة غارتها على المدن وكذلك محاربتها للامارات التي كانت موجودة مثل الامارة المزيدية والامارة العقيلية ففي سنة اربع مئة وسبعة عشر للهجرة ذهب الامير ابو الفتيان منيع بن حسان الخفاجي للجامعين فنهبها وكانت تابعة لنور الدولة دبيس بن مزيد الاسدي، فتبعه دبيس الى الكوفة، ولما سمع منيع بمجيء دبيس ذهب الى الانبار وكانت حينذاك تابعة لقرواش بن المقلد فحصلت معركة بين منيع واهل الانبار انتهت المعركة بدخول بني خفاجة الى الانبار فنهبوها واحرقوا اسواقها واراد قرواش ان يذهب الى الانبار لتحريرها الا ان مرضه حال دون ذلك، وهذا ماشجع بنو خفاجة على العودة الى الانبار فاحرقوها ثانية فا اجتمع الامير قرواش والامير دبيس وبلغ عدد جندهم عشرة الاف فلم يقدروا على مواجهة خفاجة وقد كانت خفاجة بألف جندي.

## الامير عامر بن ضرغام الثمالي الخفاجي وبني هلال
الامير عامر الخفاجي وهو اشهر امراء آل ثمال واول من اشتهر منهم شهرة واسعة فقد استضاف قبيلة بني هلال واشتهر بالكثير من الفضائل والفروسية والمآثر يحكم على البصرة وبغداد والموصل والعراق وما يلي تلك البلاد عنده من الأبطال والفرسان نحو مائتي ألف عنان، فبينما هو جالس في الديوان وحوله الوزراء والأعيان، إذ قد دخلت عليه الرعيان، وقالوا له: «اعلم يا ملك الزمان أن بني هلال قد دخلت ديارنا وأكلت من ثمار بساتيننا وأشجاره، وهم كالجراد المنتشر لم يعرف لهم أول من آخر وقد هربت من أمامهم الرعيان فرحب بهم عامر واستضافهم وذهب معهم للقتال وقتل هناك.

## امراء آل ثمال
- الامير ابو طريف عليان الخفاجي
- الامير علي الخفاجي
- الامير ابو الفتيان منيع الاول الخفاجي
- الامير رجب الخفاجي
- الامير منيع الثاني الخفاجي
- الامير عامر بن ضرغام الخفاجي
- الامير سلطان الخفاجي
- الامير ابو علي الخفاجي
- الامير الحسن الخفاجي
- الامير حسين الخفاجي[8]

## نسب آل ثمال
وهم بنو ثمال بن مهدي بن سلمان بن حزن بن ربيع بن حزن بن الربيع بن معاوية الاغر بن خفاجة